# Poolse parlementsverkiezingen 2011
De Poolse parlementsverkiezingen van 2011 werden op 9 oktober 2011 gehouden voor beide kamers van het parlement van Polen. De verkiezingen liepen uit op een herverkiezing van het zittende Poolse kabinet van premier Donald Tusk, bestaande uit het Burgerplatform (Platforma Obywatelska) en de Poolse Volkspartij (PSL). Het was de eerste keer in 22 jaar dat een zittende Poolse regering bij verkiezingen een meerderheid behaalde. Tusk gaf aan deze samenwerking door te willen zetten, hetgeen resulteerde in het Kabinet-Tusk II.
Grote winnaar van de verkiezingen was verder de links-liberale Palikot-Beweging, die voor het eerst meedeed en de derde partij werd met tien procent van de stemmen. De grootste rivaal van de regeringscoalitie, de PiS, verloor daarentegen enkele zetels. Ook de postcommunistische SLD leed een nederlaag.

## Uitslag

### Sejm
| Partij/kiescomité            | Partij/kiescomité                                                                               | Partij/kiescomité            | Partij/kiescomité            | 2011       | 2011   | 2011   | 2007   | 2007   |
| Naam                         | Naam                                                                                            | Afkorting                    | Leider                       | Stemmen    | %      | Zetels | %      | Zetels |
| ---------------------------- | ----------------------------------------------------------------------------------------------- | ---------------------------- | ---------------------------- | ---------- | ------ | ------ | ------ | ------ |
|                              | Platforma Obywatelska (Burgerplatform)                                                          | PO                           | Donald Tusk                  | 5 629 773  | 39,18  | 207    | 41,51  | 209    |
|                              | Prawo i Sprawiedliwość (Recht en Rechtvaardigheid)                                              | PiS                          | Jarosław Kaczyński           | 4 295 016  | 29,89  | 157    | 32,11  | 166    |
|                              | Ruch Palikota (Palikot-Beweging)                                                                |                              | Janusz Palikot               | 1 439 490  | 10,02  | 40     | —      | —      |
|                              | Polskie Stronnictwo Ludowe (Poolse Volkspartij)                                                 | PSL                          | Waldemar Pawlak              | 1 201 628  | 8,36   | 28     | 8,91   | 31     |
|                              | Sojusz Lewicy Demokratycznej (Alliantie van Democratisch Links)                                 | SLD                          | Grzegorz Napieralski         | 1 184 303  | 8,24   | 27     | 13,15  | 53     |
|                              | Polska Jest Najważniejsza (Polen is het Belangrijkst)                                           | PJN                          | Paweł Kowal                  | 315 393    | 2,19   | —      | —      | —      |
|                              | Nowa Prawica - Janusza Korwin-Mikke (Nieuw Rechts - Janusz Korwin-Mikke)                        |                              | Janusz Korwin-Mikke          | 151 837    | 1,06   | —      | —      | —      |
|                              | Polska Partia Pracy - Sierpień 80 (Poolse Partij van de Arbeid - Augustus 80)                   | PPP                          | Bogusław Ziętek              | 79 147     | 0,55   | —      | 0,99   | —      |
|                              | Prawica Rzeczypospolitej (Rechts van de Republiek)                                              | PR                           | Marek Jurek                  | 35 169     | 0,24   | —      | —      | —      |
|                              | Mniejszość Niemiecka (Duitse Minderheid)                                                        | MN                           | Ryszard Galla                | 28 014     | 0,19   | 1      | 0,20   | 1      |
|                              | Nasz Dom Polska - Samoobrona Andrzeja Leppera (Ons Huis Polen - Zelfverdediging Andrzej Lepper) | Samoobrona                   | Andrzej Lepper✝              | 9 733      | 0,07   | —      | 1,53   | —      |
| Overige partijen/kiescomités | Overige partijen/kiescomités                                                                    | Overige partijen/kiescomités | Overige partijen/kiescomités | —          | —      | —      | 1,60   | —      |
|                              |                                                                                                 |                              |                              |            |        |        |        |        |
| Totaal                       | Totaal                                                                                          | Totaal                       | Totaal                       | 14 369 503 | 100,00 | 460    | 100,00 | 460    |
| Ongeldig                     | Ongeldig                                                                                        | Ongeldig                     | Ongeldig                     | 680 524    | 4,52   |        |        |        |
| Opkomst                      | Opkomst                                                                                         | Opkomst                      | Opkomst                      | 15 050 027 | 48,92  |        |        |        |

### Senaat
| Partij/kiescomité            | Partij/kiescomité                                                                               | Partij/kiescomité            | 2011       | 2011   | 2011   | 2007   |
| Naam                         | Naam                                                                                            | Afkorting                    | Stemmen    | %      | Zetels | Zetels |
| ---------------------------- | ----------------------------------------------------------------------------------------------- | ---------------------------- | ---------- | ------ | ------ | ------ |
|                              | Platforma Obywatelska (Burgerplatform)                                                          | PO                           | 5 173 300  | 35,60  | 63     | 60     |
|                              | Prawo i Sprawiedliwość (Recht en Rechtvaardigheid)                                              | PiS                          | 3 915 355  | 26,94  | 31     | 39     |
|                              | Polskie Stronnictwo Ludowe (Poolse Volkspartij)                                                 | PSL                          | 1 363 796  | 9,39   | 2      | —      |
|                              | Sojusz Lewicy Demokratycznej (Alliantie van Democratisch Links)                                 | SLD                          | 1 307 547  | 9,00   | —      | —      |
|                              | Rafał Dutkiewicz (onafhankelijke kandidaat, burgemeester van Wrocław)                           |                              | 261 135    | 1,80   | 1      | —      |
|                              | Polska Jest Najważniejsza (Polen is het Belangrijkst)                                           | PJN                          | 109 182    | 0,75   | —      | —      |
|                              | Marek Borowski (onafhankelijke kandidaat, lid van de SDPL)                                      |                              | 104 238    | 0,72   | 1      | —      |
|                              | Prawica Rzeczypospolitej (Rechts van de Republiek)                                              | PR                           | 82 115     | 0,57   | —      | —      |
|                              | Kazimierz Kutz (onafhankelijke kandidaat, gelieerd aan de Palikot-Beweging)                     |                              | 81 662     | 0,56   | 1      | —      |
|                              | Polska Partia Pracy - Sierpień 80 (Poolse Partij van de Arbeid - Augustus 80)                   | PPP                          | 76 913     | 0,53   | —      | —      |
|                              | Nowa Prawica - Janusza Korwin-Mikke (Nieuw Rechts - Janusz Korwin-Mikke)                        |                              | 73 028     | 0,50   | —      | —      |
|                              | Włodzimierz Cimoszewicz (onafhankelijke kandidaat, lid van de SLD)                              |                              | 39 095     | 0,27   | 1      | 1      |
|                              | Mniejszość Niemiecka (Duitse Minderheid)                                                        | MN                           | 34 247     | 0,24   | —      | —      |
|                              | Nasz Dom Polska - Samoobrona Andrzeja Leppera (Ons Huis Polen - Zelfverdediging Andrzej Lepper) | Samoobrona                   | 16 314     | 0,11   | —      | —      |
| Overige partijen/kiescomités | Overige partijen/kiescomités                                                                    | Overige partijen/kiescomités | 1 893 535  | 13,04  | —      | —      |
|                              |                                                                                                 |                              |            |        |        |        |
| Totaal                       | Totaal                                                                                          | Totaal                       | 14 531 462 | 100,00 | 100    | 100    |
| Ongeldig                     | Ongeldig                                                                                        | Ongeldig                     | 516 798    | 3,43   |        |        |
| Opkomst                      | Opkomst                                                                                         | Opkomst                      | 15 061 640 | 48,92  |        |        |